# 沿岸運転免許センター

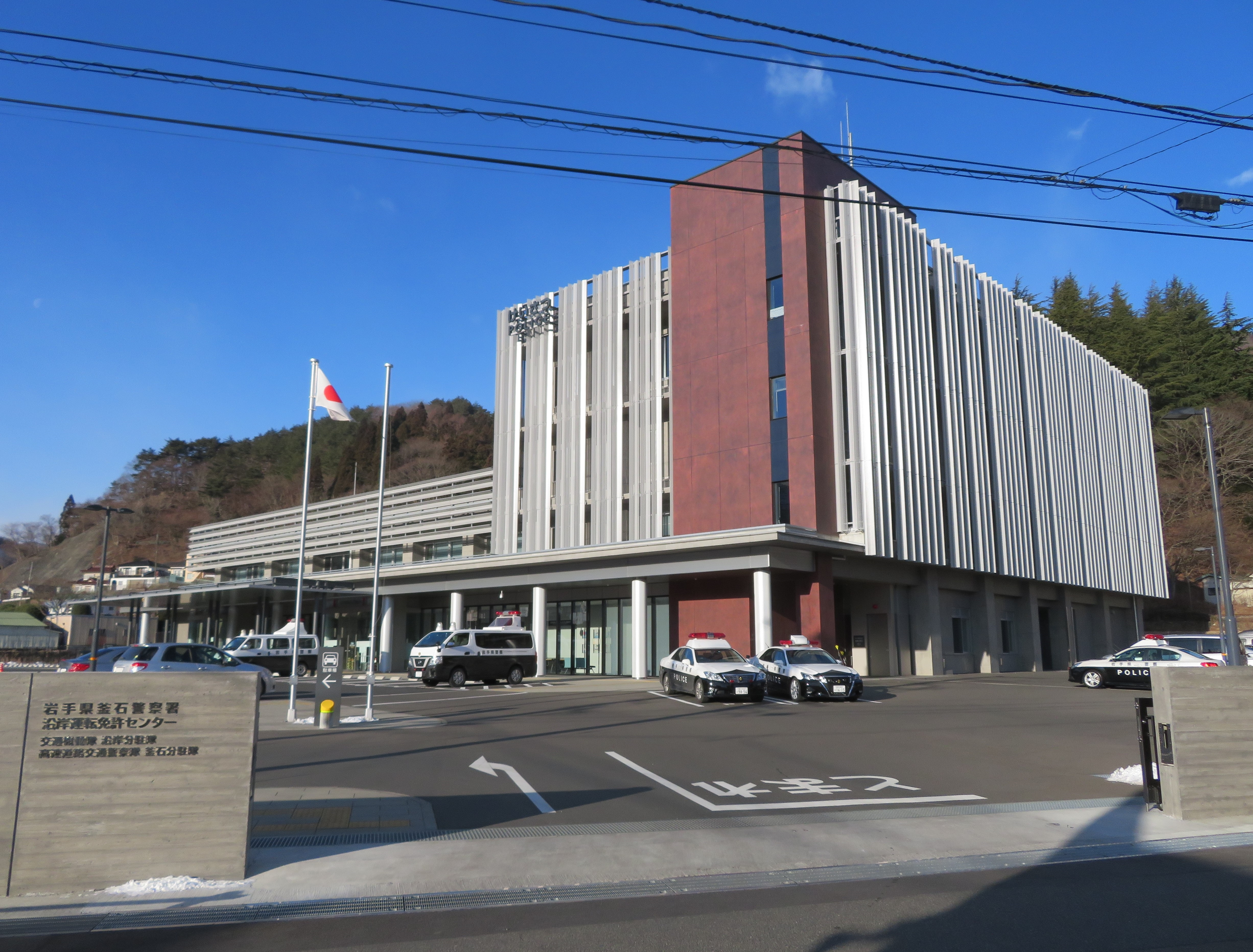
沿岸運転免許センター

沿岸運転免許センター（えんがんうんてんめんきょセンター）は、岩手県公安委員会が管理する運転免許試験場。正式名称は、岩手県警察本部交通部運転免許課沿岸運転免許センター。所長は、岩手県警察釜石警察署交通課長が兼務する。

## 所在地
釜石市中妻町3丁目3番1号（釜石警察署敷地内）

## 沿革

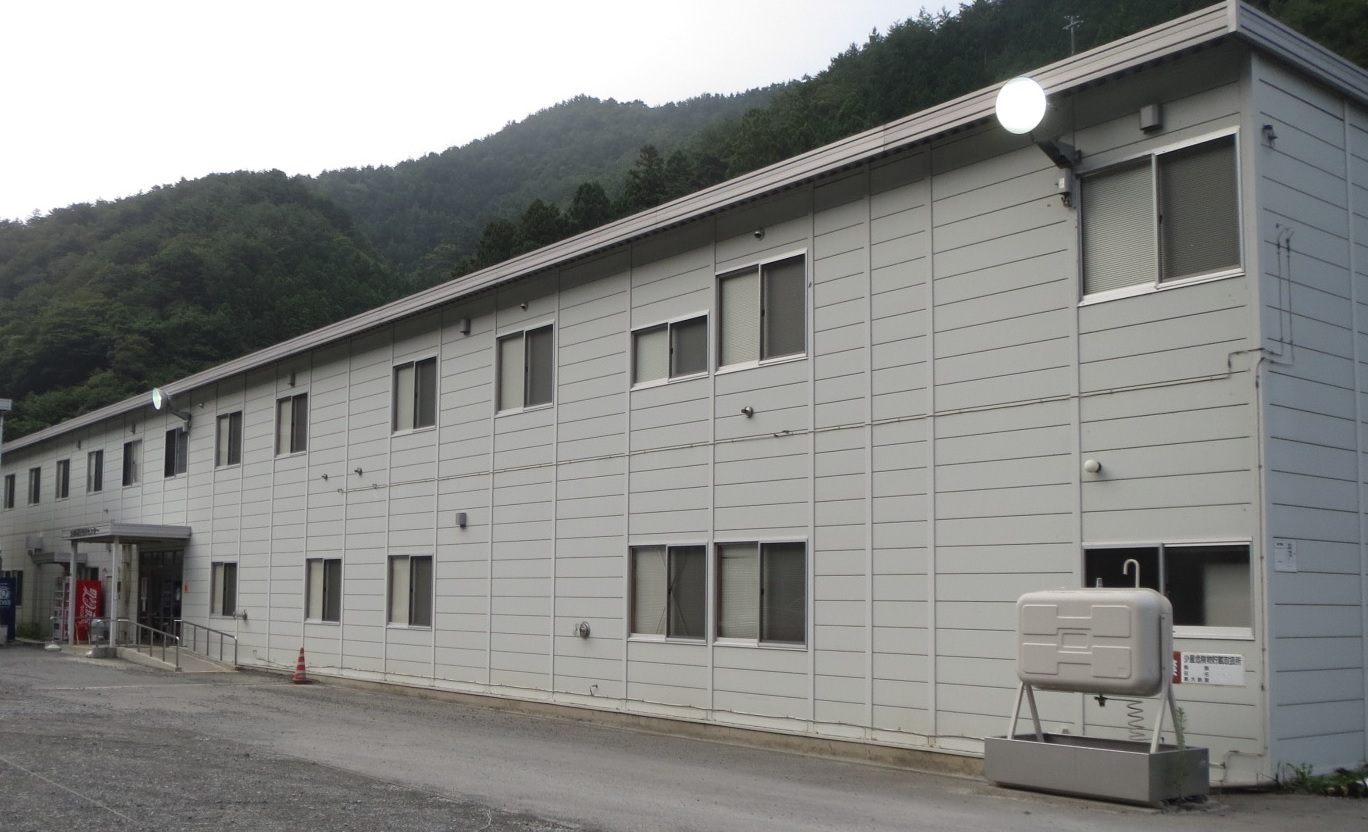
沿岸運転免許センター仮庁舎(2017年8月)

- 2011年（平成23年）3月11日 - 東北地方太平洋沖地震が発生。津波の被害を受ける。
- 2011年（平成23年）7月11日 - 嬉石町二丁目5番1号から上中島町二丁目7番36号のサンパルクに移転。
- 2012年（平成24年）1月30日 - 八雲町の旧釜石市立釜石第二中学校校庭（釜石警察署隣接）に移転。
- 2019年（令和元年）7月16日 - 釜石警察署の本庁舎と共に中妻町の昭和園グランドの跡地に新築された新庁舎に移転。

## 交通
- JR釜石線・三陸鉄道リアス線釜石駅から徒歩約30分 (2km)
- 岩手県交通釜石駅から｢上大畑｣行に乗車。「昭和園前」停留所下車、徒歩約6分 (400m)

## 岩手県内にある運転免許試験場
- 岩手県運転免許試験場（盛岡市）
- 盛岡運転免許センター（盛岡市・盛岡駅西口「アイーナ」1階）
- 県北運転免許センター（久慈市・久慈警察署敷地内）
- 県南運転免許センター（胆沢郡・金ケ崎町）